# Inađol
Inađol (cyr. Инађол) – wieś w Bośni i Hercegowinie, w Republice Serbskiej, w gminie Srbac. W 2013 roku liczyła 779 mieszkańców.